# 吉諾·巴塔利
吉諾·巴塔利（義大利語：Gino Bartali, Cavaliere di Gran Croce OMRI；義大利語發音：[ˈdʒiːno ˈbartali]；1914年7月18日—2000年5月5日），被人稱作虔誠的吉諾（Gino the Pious，義大利文寫作Ginettaccio），是職業自行車手。
他赢得了三届意大利自行车赛冠军，其中两次是连续冠军（1936年、1937年、1946年）和两次环法自行车赛冠军（1938年、1948年），以及许多其他冠军三十年代和五十年代之间的比赛，其中四场米兰-圣雷莫和三场环伦巴第比赛脱颖而出。
许多人认为，他在 1948 年环法自行车赛上的胜利尤其有助于缓和帕尔米罗·陶里亚蒂 (Palmiro Togliatti) 刺杀事件后意大利社会紧张的气氛。 然而，巴塔利的职业生涯很大程度上受到第二次世界大战的影响，而第二次世界大战发生在他最好的年纪。
他被公认为有史以来最伟大的意大利和世界跑步运动员之一，是年长他五岁的福斯托·科皮 (Fausto Coppi) 的强劲对手：他们的竞争具有传奇色彩，这场竞争在战后立即分裂了意大利（也因为所谓的不同）两人的政治立场）：这张照片描绘了两位冠军在攀登加利比耶山口时传递一瓶水的照片，它使整个体育时代永垂不朽，以至于进入了意大利人的集体想象。 1952 年环法自行车赛。[1]
2013年7月，巴塔利因為曾協助猶太人逃亡避免被納粹迫害，被以色列猶太大屠殺紀念館追認為國際義人。2018年7月18日，Google在部份國家的首頁以首頁塗鴉紀念吉諾·巴塔利的104歲冥誕。

## 早年及業餘車手時期

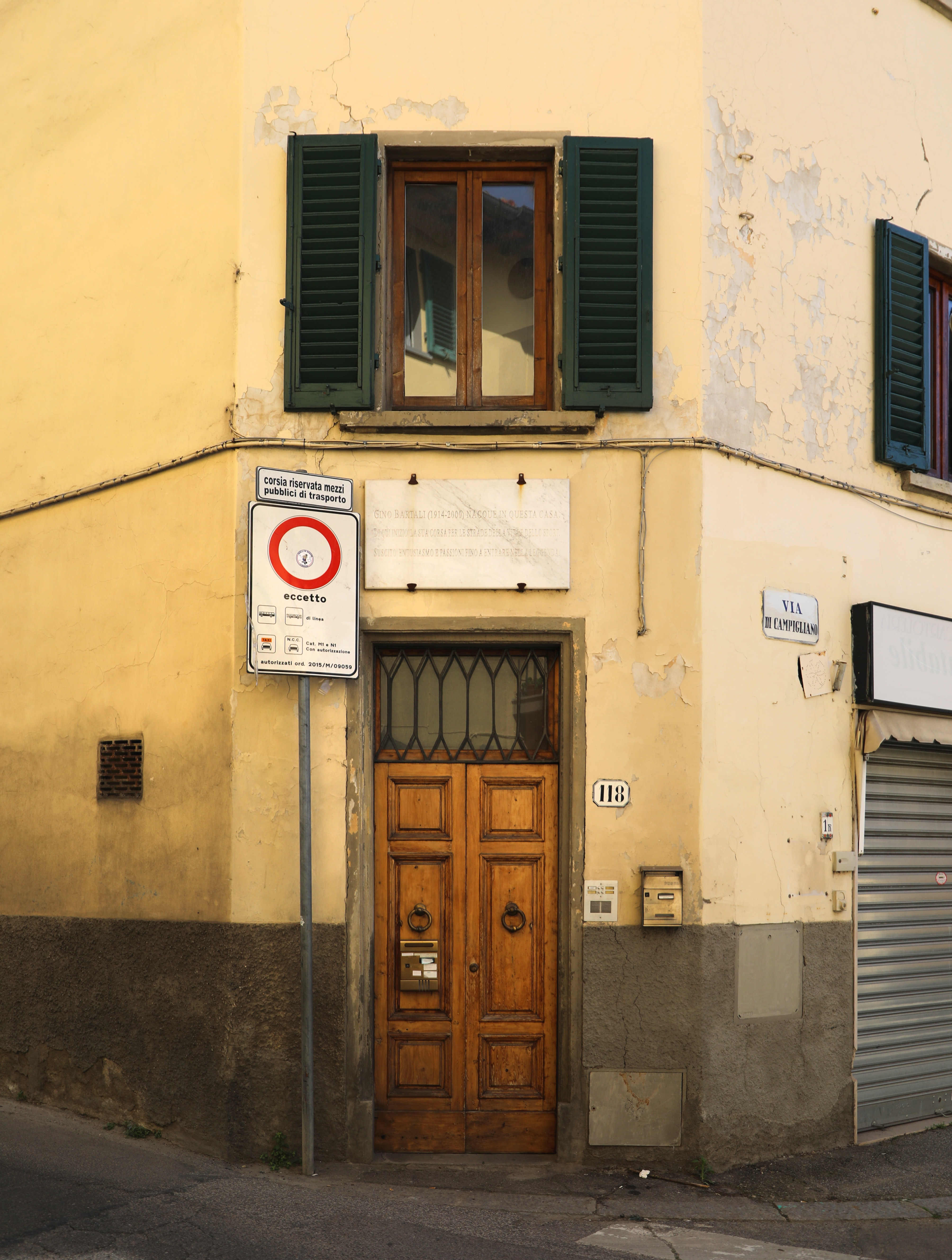
吉諾・巴塔利在佛羅倫斯Ponte a Ema出生的房子

吉諾・巴塔利在四個孩子排行第三，父親Torello Bartali是個佃農。

## 職業生涯
1935年，20歲的巴塔利在環義自行車賽首次贏得登山王單站冠軍，前後他拿下了七次登山王的封號。1936年，在他22歲前先後奪下環義自行車賽及環倫巴底賽的冠軍，即便當時他的哥哥Giulio於當年6月14日死於一場賽事意外。巴塔利開始有了放棄自行車夢想的念頭。

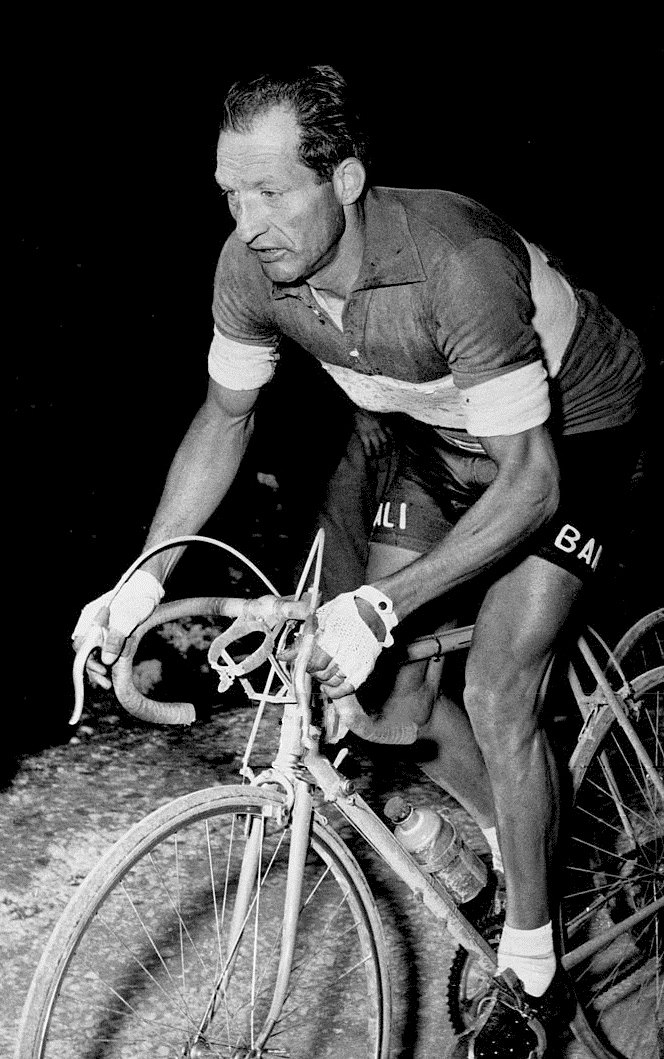
Bartali c. 1945

巴塔利在二戰前的1936年及1937年連續贏得了兩次環義自行車賽，戰後亦有一次（1946年）。他也奪下多場經典賽的冠軍，如米蘭–聖雷莫、環倫巴底賽及Züri-Metzgete比賽。他最有名的戰績莫過於1948年二度拿下環法冠軍。

## 與柯比之爭
1940年，身為Legnano車隊主將的巴塔利在環義第二站即摔得慘烈，後續各站靠意志力勉強跟上，後來在隊經理賓達默許下，第一次參加環義擔任水壺工的弗斯托·柯比發起攻擊，拿下第11站冠軍，令兩大單車名將開始有了心結。

## 個人生活

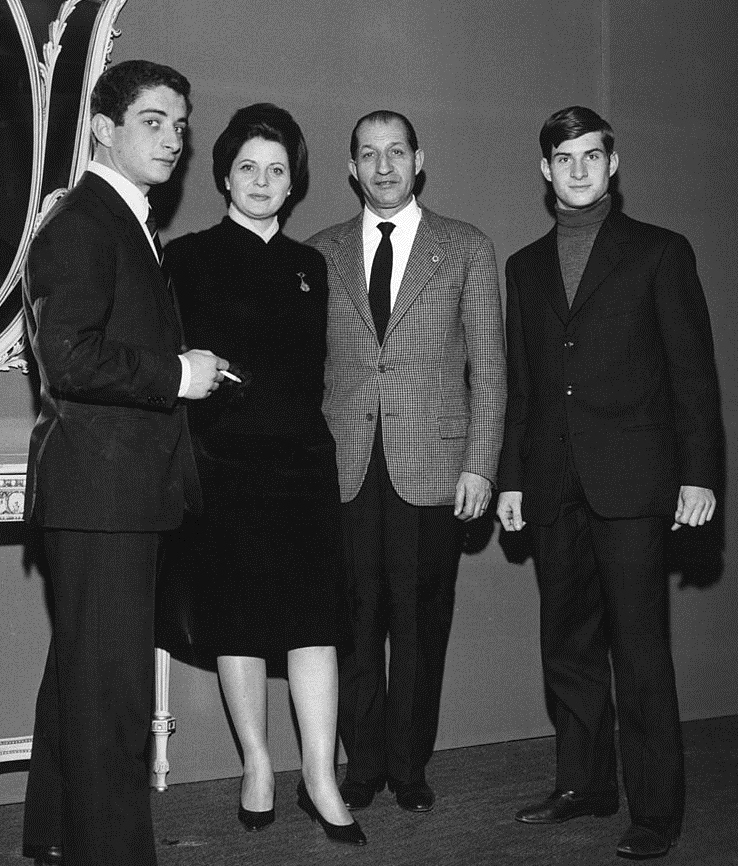
Bartali with wife Adriana Bani and sons Andrea and Luigi Bartali in 1963

巴塔利在托斯卡纳的一个宗教家庭长大，他的信仰为他赢得了“虔诚的吉诺”的绰号。 他饭前祈祷，对队友说脏话感到不满。 相比之下，科皮在北部的皮埃蒙特长大，根本不信教。 巴塔利对教皇约翰二十三世请他教他骑自行车感到自豪。 [6] 他毫不掩饰自己支持天主教倾向的基督教民主党，但他的个性确保了他得到了敌对的共产党人的原谅。 [6] 蒂姆·希尔顿写道：“巴塔利是一位真正的宗教人士，他将自己的信仰公开化，作为回报，他成为梵蒂冈最喜欢的运动员——他得到了三位教皇的亲自祝福。当他骑环意自行车时，他会在酒店的卧室里设置神龛， 环法自行车赛期间，在一些山上，夏令营的孩子们在他骑车经过一位牧师进行婴儿崇拜时唱着赞美诗。”[8]
巴塔利经常感到悲观。 他惯常说的一句话是“一切都错了；我们必须重新开始。”[6]历史学家皮埃尔·尚尼对他的评价最多就是，虽然他经常吹嘘自己在山上所做的事情，但没人知道他在山上所做的事情。 在那里见到他时，他有幸永远不会以不同的方式讲述这个故事。
巴塔利住在佛罗伦萨基安蒂吉亚纳街 173 号，家里摆满了纪念品。 他的妻子于 2014 年去世，享年 94 岁。

## 晚年與辭世
2000年5月5日下午，他因心脏病发作在佛罗伦萨埃利亚·达拉·科斯塔红衣主教广场的家中去世，享年85岁。 他被安葬在家乡 Ponte a Ema 的墓地。

## 外部連結
- 吉諾·巴塔利 at Cycling Archives
- Gino Bartali Cycling Museum（页面存档备份，存于）（意大利文）